# Enrico di Tedice
Enrico di Tedice (Pisa, ... – XIII secolo) è stato un pittore italiano.

## Biografia

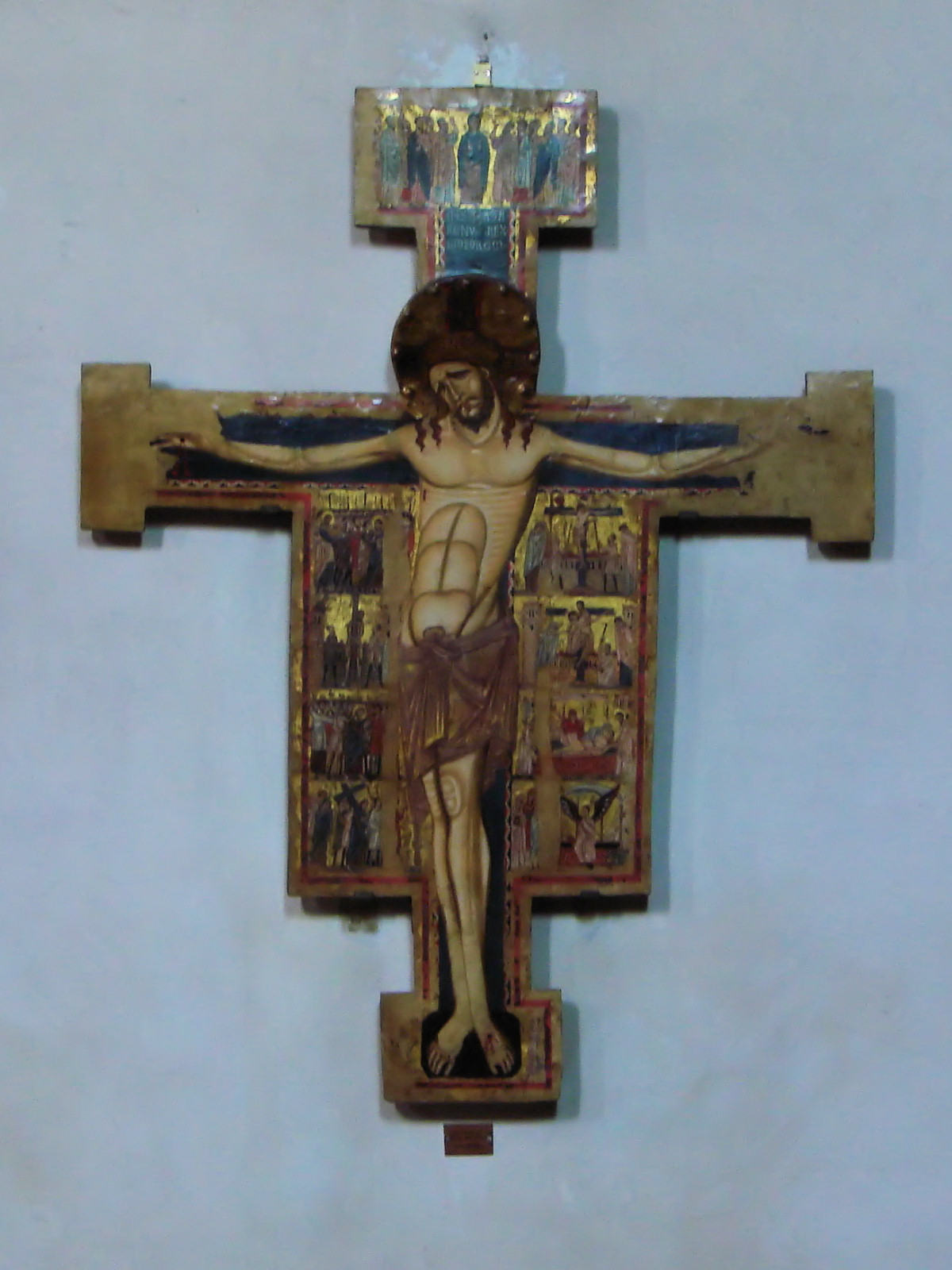
Crocifisso della chiesa di San Martino (Pisa)

Enrico di Tedice fu un pittore italiano attivo a Pisa intorno alla metà del XIII secolo. Non si conoscono con precisione le date di nascita e di morte, ma sappiamo che nel 1254 compare come testimone in un atto dell'arcivescovo Visconti. Apparteneva ad una famiglia di artisti la cui importanza è paragonabile a quella dei Berlinghiero. Suo fratello minore era Ugolino di Tedice, anch'egli pittore documentato a Pisa nel 1273 e nel 1277.
Opera sicura è la Croce di San Martino, conservata nella chiesa omonima di Pisa, ma gli sono attribuite anche la Croce di Castellare e altre opere di migliore fattura.
Enrico di Tedice svolse la sua attività nella cerchia di Giunta Pisano, il principale pittore a Pisa in quegli anni. Come Giunta, Enrico fu influenzato dai modelli compositivi e iconografici dell'arte bizantina, pur rimanendo uno dei suoi più rozzi imitatori. Il suo stile vivace e la pennellata "compendiaria" sono stati messi in relazione con le tendenze espressionistiche della pittura di alcune regioni dell'impero bizantino come la Serbia o la Cappadocia. Queste caratteristiche però erano già presenti nella pittura pisana precedente, come dimostra ad esempio la Croce di San Sepolcro conservata nel Museo Nazionale di San Matteo a Pisa.
L'unica opera sicuramente attribuibile ad Enrico di Tedice è la Croce dipinta conservata nella chiesa di San Martino a Pisa, originariamente firmata dall'artista. Questa croce si inserisce nella serie di croci dipinte prodotte in Toscana, e specialmente a Pisa, nel corso del Duecento. Rispetto ai modelli bizantini, Enrico introduce alcune novità nel panneggio del perizoma di Cristo, a lumeggiature dorate che imitano le stoffe orientali.
Altre opere sono state avvicinate allo stile di Enrico di Tedice, pur senza certezze attributive:
- La Croce di Castellare
- Una tavola con la Madonna col Bambino e angeli, scene della Passione di Cristo ai lati, conservata al Museo del Bargello a Firenze (1240-1260 circa)[2]
- Una Deposizione di Cristo dalla croce, sempre al Museo del Bargello (1250-1299)[3]
- Una tavola con la Madonna col Bambino e due angeli nella chiesa di San Giovanni alla Vena a Vicopisano[4]
- Una tavola con San Nicola e storie della sua vita nel Museo di Arte Sacra di Peccioli, del terzo quarto del XIII secolo[5]

Queste opere mostrano i tratti stilistici tipici di Enrico di Tedice: figure allungate e un po' goffe, panneggi pesanti e lumeggiati d'oro, sfondi dorati. I volti hanno spesso espressioni intense e patetiche.
Enrico di Tedice ebbe probabilmente una bottega a Pisa in via Santa Maria, dove lavorava col fratello Ugolino. Quest'ultimo fu più influenzato dallo stile di Giunta Pisano, come si vede nella sua unica opera firmata, il Crocifisso conservato all'Ermitage di San Pietroburgo. Alcuni studiosi in passato hanno ipotizzato che Enrico e Ugolino fossero in realtà la stessa persona, ma oggi prevale l'idea che fossero due artisti distinti.